# Crisi di successione portoghese
La crisi successoria in Portogallo del 1580 fu la conseguenza della morte senza eredi del re Sebastiano I del Portogallo e del suo successore Enrico I agli inizi del 1580. Le Cortes portoghesi dovevano decidere chi, tra vari pretendenti poteva occupare il trono portoghese, però prima che la elezione venisse fatta, il re castigliano Filippo II, facendo valere il suo diritto alla successione alla corona portoghese, ordinò l'invasione militare del paese. L'infante don Antonio si autoproclamò re, ma le sue scarse truppe furono battute dall'esercito spagnolo nella battaglia di Alcântara, e l'anno successivo Filippo d'Asburgo venne riconosciuto come re del Portogallo.
Fu l'inizio del periodo dell'unione iberica, che durò fino al 1640, data d'inizio della guerra di restaurazione portoghese.

## Morte di Sebastiano I

Bandiera del Portogallo nel 1580

Nel 1578, il giovane re Sebastiano I del Portogallo morì in Marocco nella battaglia di Alcazarquivir senza lasciare eredi (il suo corpo non venne trovato). Il cardinale Enrico I il Casto, zio di Sebastiano gli succedette come re. Enrico tentò di rinunciare all'ufficio ecclesiastico pur di avere una discendenza e perpetuare la dinastia degli Aviz, però Papa Gregorio XIII, appoggiando gli Asburgo, non gli permise di abbandonare il suo incarico di cardinale. Il re-cardinale morì due anni più tardi senza discendenza, lasciando un vuoto di potere nel trono portoghese, provocando così una crisi dinastica.

### Reggenza provvisoria
L'11 gennaio 1580 furono convocate le cortes di Almeirim, che dovevano determinare la successione alla corona portoghese. Furono interrotte dalla morte di Enrico I il 31 dello stesso mese. Dopodiché venne formato un consiglio di reggenza costituito da cinque governatori che dovevano formare un governo ad interim incaricato di amministrare il paese. I suddetti erano: Don Jorge de Almeida, arcivescovo di Lisbona, presidente del consiglio di reggenza; Don Juan Tello; Don Francisco de Sá Meneses; Don Juan de Mascareñas; Don Diego López de Sousa. Tutti questi, tranne Juan Tello, erano a favore dell'occupazione di Filippo II di Spagna al trono portoghese.

## Candidati al trono
La nobiltà portoghese era preoccupata di poter mantenere la sua indipendenza e cercò aiuto per trovare un nuovo re. In quel periodo il trono portoghese era conteso da diversi candidati, che, secondo gli antichi diritti di successione feudali (secondo i quali l'illegittimità di nascita annullava i diritti e la linea di discendenza maschile, prevaleva su quella femminile), teneva il seguente ordine di preferenza:
- I) Ranuccio I Farnese, di 11 anni (figlio di Maria, primogenita di Eduardo d'Aviz, il figlio minore di Manuele I);
- II) Caterina, Duchessa di Braganza e i suoi figli (seconda figlia di Eduardo de Avis, la sorella minore di Maria), sposata con Giovanni I;
- III) Filippo II di Spagna e i suoi discendenti (figlio di Isabella d'Aviz, la figlia maggiore di Manuele I);
- IV) Maria di Asburgo, imperatrice del Sacro Romano Impero e i suoi figli (figlia di Isabella d'Aviz e sorella di Filippo);
- V) Emanuele Filiberto I di Savoia e suoi figli (figlio di Beatrice del Portogallo, la figlia minore di Manuele I);
- VI) Giovanni I, Duca di Braganza e i figli (nipote di Isabella d'Aviz, la sorella minore di Manuele I e sposato con Caterina);
- VII) l'infante don Antonio, priore di Crato, (nipote, per via diretta, di Manuele I, ma figlio illegittimo di Luigi d'Aviz).[2]

### Albero genealogico semplificato
In neretto i re di Portogallo, in corsivo i pretendenti
```
Manuele I del Portogallo
 1469-1521
|
|- 
Giovanni III del Portogallo
 1502-1557
|  |  
|  |- 
Giovanni Manuele d'Aviz
 1535-1554
|     |  
|     |- 
Sebastiano I del Portogallo
 1554-1578
|  
|- 
Isabella d'Aviz (1503-1539)

|  |  
|  |- 
Filippo II di Spagna
 1527-1598
|  |  
|  |- 
Maria di Spagna
 1528-1603
|  
|- 
Beatrice d'Aviz (1504-1538)

|  |  
|  |- 
Emanuele Filiberto di Savoia
 1528-1580
| 
|- 
Luigi d'Aviz
 1506-1555
|  |  
|  |- 
Antonio, priore di Crato
 1555-1521
|
|- 
Enrico I del Portogallo
 1512-1580
| 
|- 
Eduardo d'Aviz
 1515-1540
|  |  
|  |- 
Maria d'Aviz
 1538-1577 
|  |  |  
|  |  |- 
Ranuccio I Farnese
 1569-1622
|  |  
|  |- 
Caterina di Guimarães
 1540-1614
|  
|- 
Isabella di Viseu
 1459-1521
   |  
   |- 
Giacomo di Braganza
 1479-1532
      |  
      |- 
Teodosio I di Braganza
 1510-1563
         |  
         |- 
Giovanni I di Braganza
 1543-1583
```

### Obiezioni
Ranuccio I Farnese (1569-1622), poi duca di Parma e Piacenza, era il figlio di Maria, la figlia maggiore di Edoardo del Portogallo, duca di Guimarães e unico figlio di Manuele I di cui i discendenti legittimi erano sopravvissuti. La morte di suo zio Enrico I del Portogallo diede inizio al conflitto per il trono quando aveva 11 anni. Secondo la linea dinastica, Ranuccio era l'erede più prossimo; senza dubbio, suo padre Alessandro Farnese, non trovò conveniente reclamare i diritti di Ranuccio al trono, per non indispettirsi Filippo II, il sovrano all'epoca più potente d'Europa, del quale era alleato e vassallo.
Caterina, la duchessa di Braganza, reclamò il trono con molta ambizione, ma senza esito. Caterina era sposata con Giovanni I di Braganza, nipote di Giacomo di Braganza, perciò egli stesso un erede legittimo di Manuele I sebbene più alla lontana (per la precisione era sesto nell'ordine di successione); inoltre Caterina era sorella di Fernando, il Duca di Viseu, secondo figlio di re Edoardo I. La duchessa aveva un figlio, Teodosio, che era quindi suo erede e successore al trono. Il reclamo della duchessa era relativamente forte, ed era ulteriormente rinforzato dalla posizione del marito, a sua volta uno degli eredi legittimi: secondo il loro punto di vista perciò i due coniugi avevano diritto ad essere incoronati sovrani. Inoltre, la duchessa viveva in Portogallo, non all'estero, era maggiore di età ed aveva già partorito un erede. Il suo punto debole era che il Portogallo non aveva mai avuto in precedenza una regina titolare. I diritti al trono della casa di Braganza vennero poi riconosciuti sessanta anni dopo, quando il Portogallo ottenne nuovamente l'indipendenza dalla Spagna e salì al trono suo nimpote diretto Giovanni IV del Portogallo.
Filippo II era discendente di Manuele I per via femminile: la sua condizione di straniero (sebbene la madre fosse portoghese) era uno svantaggio nella sua candidatura, però la sua maggiore età, la sua potenza ed influenza come Re di Spagna, lo collocavano in una posizione migliore rispetto ai candidati antecedenti. Rodrigo Vázquez de Arce e Luis de Molina furono inviati in Portogallo come ambasciatori di Filippo II con la missione di difenderne la candidatura.

## Antonio e Filippo

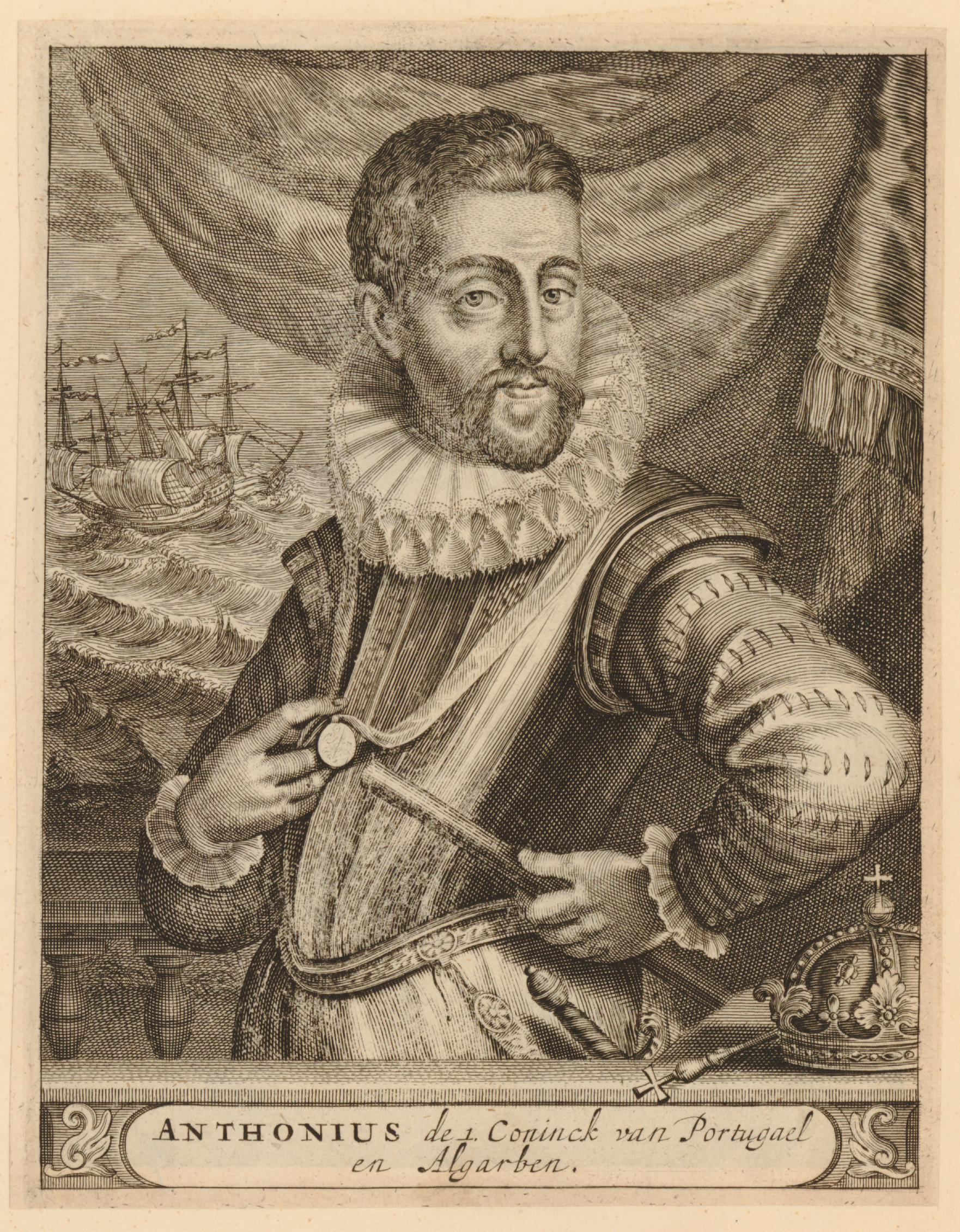
Don Antonio.

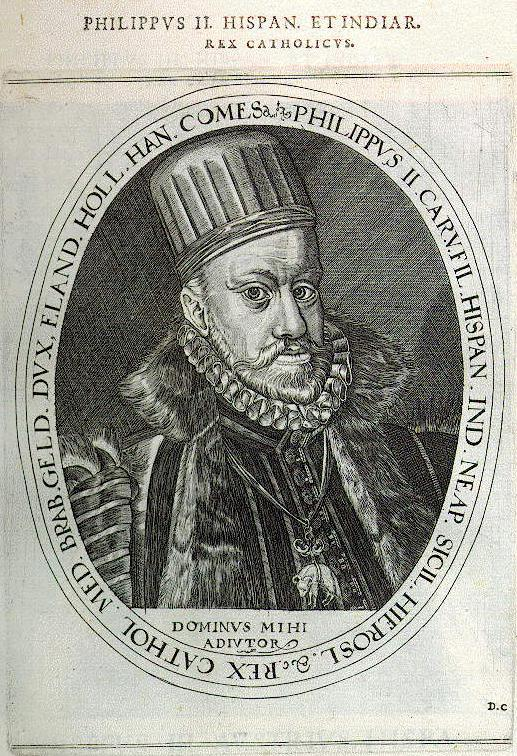
Filippo II.

Antonio I del Portogallo (1531-1595), priore di Crato, fu uno dei pretendenti al trono portoghese durante la crisi del 1580, e fu Re del Portogallo dal 24 luglio 1580 al 25 agosto 1580 (continuò poi a regnare de facto nelle Azzorre fino al 27 agosto 1583). Antonio era il figlio illegittimo di Luigi d'Aviz (1506 - 1555), e pertanto nipote del re Manuele I del Portogallo. Per la sua caratteristica di figlio illegittimo, le sue pretese al trono erano deboli e vennero considerate invalide. Antonio lottò per la sua rivendicazione, però le sue pretese soccombettero a quelle del cardinale Enrico. Nel gennaio 1580, quando le Cortes si riunirono a Almeirim per decidere su un erede, il cardinale morì e la reggenza del regno venne assunta da un consiglio di cinque membri.
Filippo II di Spagna tentò di avvicinarsi alla nobiltà del regno. Per l'aristocrazia, un'unione dinastica tra i regni spagnoli avrebbe avuto dei benefici economici per il Portogallo. Antonio tentò di attrarre dalla sua parte il popolo, facendo confrontare la situazione del 1580 con la crisi del 1383-1385. In quella occasione re Giovanni I di Castiglia tentò di arrivare al trono portoghese con le armi e Giovanni I del Portogallo, il figlio illegittimo del re Pietro I lottò per i suoi diritti nella battaglia di Aljubarrota che terminò con la vittoria portoghese e venne proclamato re dalle cortes di Coimbra.

### Occupazione militare

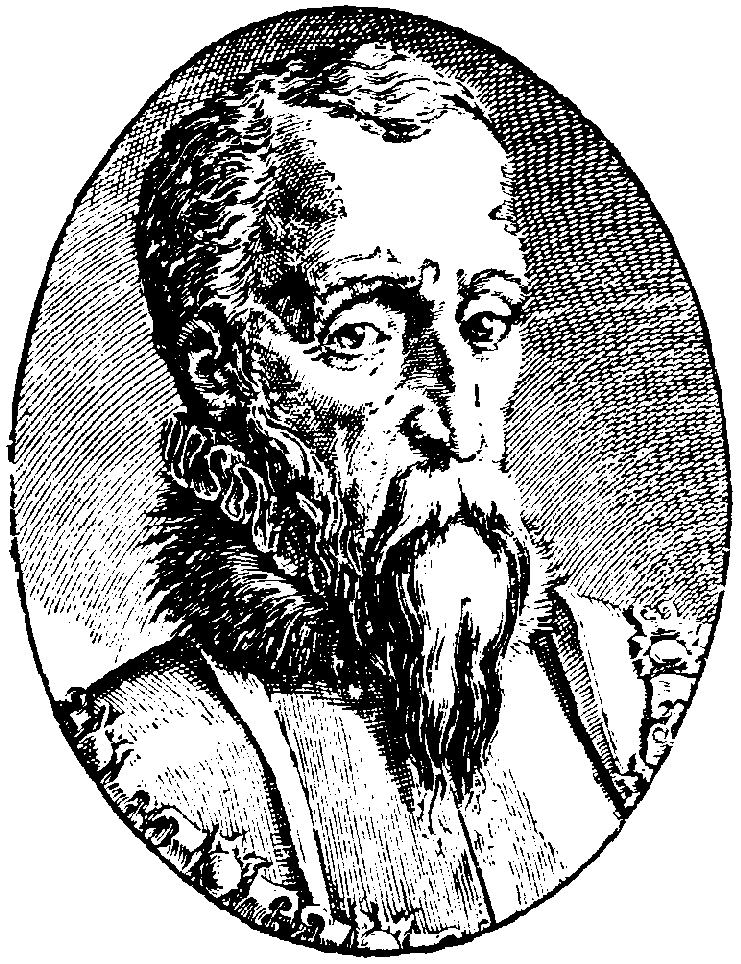
Il duca d'Alba

Le obiezioni portoghesi sulla sua candidatura, persuasero Filippo II di Spagna di appoggiare le sue pretese con l'occupazione militare del paese lusitano; già dal febbraio 1580 a Madrid si iniziavano i preparativi per la spedizione. In giugno l'esercito spagnolo riunito da Filippo II a Badajoz entrò nel Portogallo da Elvas, 35.000 uomini sotto il comando di Fernando Álvarez de Toledo, III duca d'Alba (73 anni), mentre il figlio Fernando de Toledo, lo accompagnava come luogotenente; Francés de Álava era generale della artiglieria e Sancho Dávila il Gran maestro generale. Allo stesso tempo a Cadice si formò una flotta di 64 galere, 21 navi e 9 fregate, insieme a 63 scialuppe, il cui comando era affidato ad Álvaro de Bazán.
Tutte queste forze prendevano rotta verso Lisbona per prendere possesso del paese in nome di Filippo II.

## Incoronazione e sconfitta di Antonio
Il 24 luglio 1580, anticipando la decisione del consiglio reggente, Antonio si autoproclamò re del Portogallo a Santarém, venendo poi acclamato in varie località del paese; il suo regno durò un mese, finché non venne sconfitto nella battaglia di Alcântara dal Duca d'Alba in nome di Filippo II di Spagna il 25 agosto 1580. Dopo la presa di Lisbona da parte dei tercios spagnoli, Antonio tentò governare il paese dall'Isola Terceira nelle Azzorre, dove stabilì un governo in esilio fino al 27 agosto 1583. Antonio fece coniare delle monete, un modo per assicurare la sovranità. Alcuni autori lo considerano l'ultimo monarca della Dinastia degli Aviz (invece del cardinale Enrico). Il suo governo di Terceira venne riconosciuto solo nelle Azzorre, mentre a Madeira e nel continente governava Filippo.
Dopo la sua disfatta nelle Azzorre nella battaglia dell'Isola Terceira del 27 agosto 1583, Antonio fu in esilio in Francia, tradizionale nemico della Casa d'Austria, e si procurò l'appoggio dell'Inghilterra. Venne tentata un'invasione nel 1589 sotto il comando di Francis Drake. Antonio seguitò a lottare per i suoi diritti al trono fino alla sua morte.

## Incoronazione di Filippo

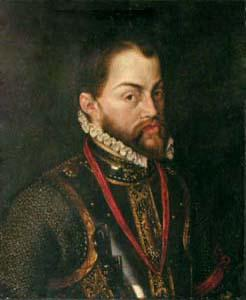
Filippo II di Spagna, anche re del Portogallo.

Vinta la resistenza dell'ultimo pretendente al trono, il 25 marzo 1581 Filippo venne acclamato come re del Portogallo, con il nome di Filippo I e riconosciuto ufficialmente dalle Cortes di Tomar.
L'accettazione del nuovo re si fece sotto la condizione che i territori portoghesi e le colonie mantenessero le proprie Cortes, diritti e privilegi, senza venire annessi alla Castiglia come provincia spagnola.

## Conseguenze
Non era in discussione la legittimità di Filippo di reclamare il trono portoghese, piuttosto era discutibile il modo per mezzo del quale si era risolto la crisi dinastica. Tuttavia, sotto i primi due Asburgo, il clima in Portogallo era sereno, dato che ne mantennero lo status, dando ai nobili portoghesi posti eccellenti anche nella corte castigliana. Il Portogallo mantenne il suo governo indipendente, la sua moneta e le sue leggi. Di fatto si arrivò a portare la capitale imperiale a Lisbona.

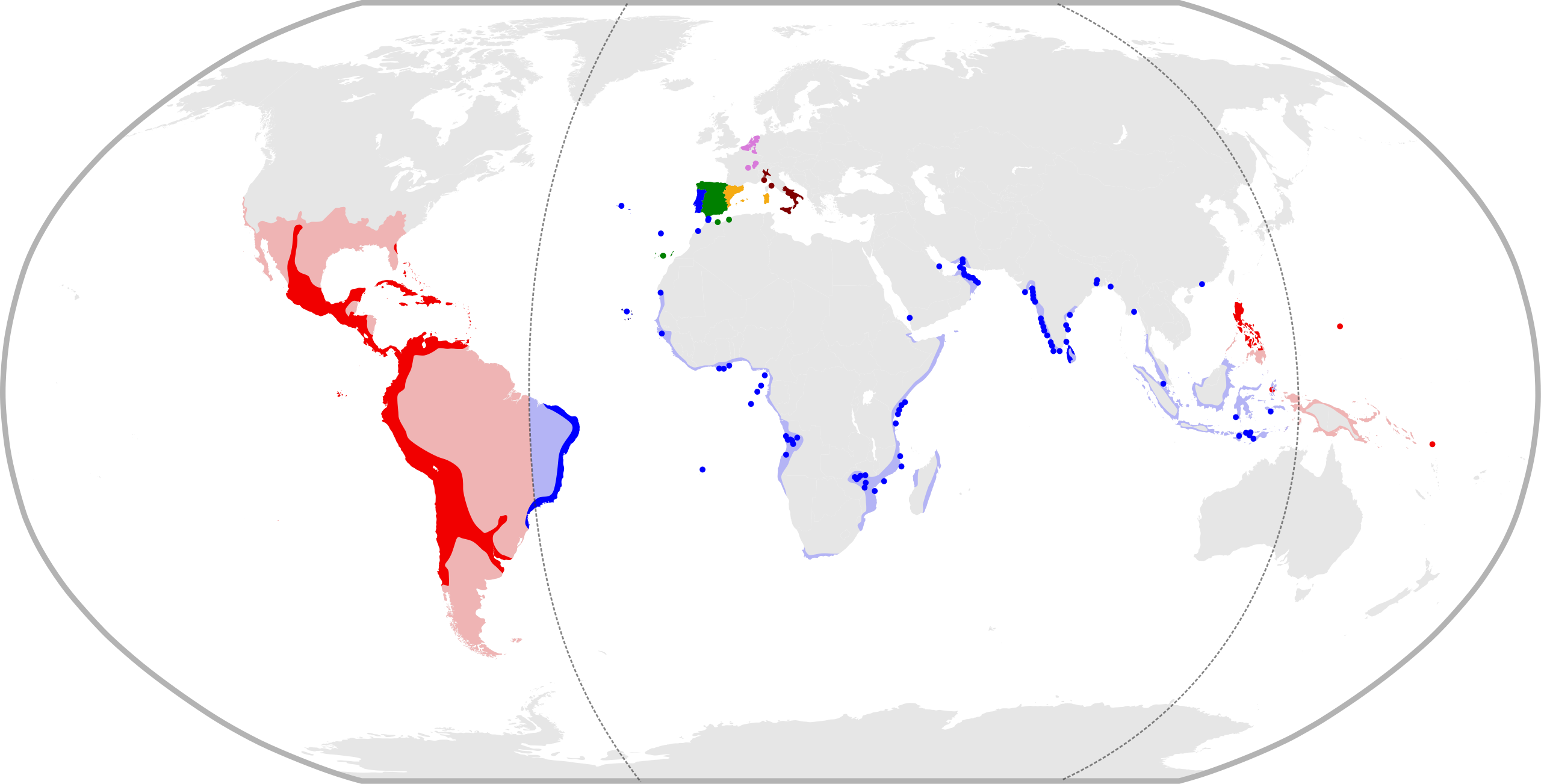
L'Impero di Filippo II nel 1598, distinguendo l'ambito di ciascun Consiglio territoriale

L'unione dinastica diede luogo ad un blocco territoriale di grande estensione nel mondo tra Portogallo e Castiglia.
Senza dubbio, il Portogallo vide decrescere gradualmente la sua ricchezza. Nonostante fosse uno stato autonomo, venne sfruttato dagli Asburgo e le sue colonie vennero attaccate dagli olandesi e dagli inglesi, nemici acerrimi della Spagna.
60 anni dopo, Giovanni, Duca di Braganza (1603-56) accettò il trono che gli offrì la nobiltà portoghese, la quale si vide frustrata dal regime degli Asburgo; prese il nome di Giovanni IV. Era il nipote di Caterina, la Duchessa di Braganza, che nel 1580 aveva reclamato la corona portoghese e figlio di Teodosio II. Giovanni arrivò al trono, del quale era erede legittimo, con un colpo di Stato che ebbe luogo il 1º dicembre 1640 contro il re Filippo IV di Spagna.
Durante tutta la dinastia asburgica ci furono una grande numero di impostori che si fecero passare per Sebastiano I, i quali apparirono negli anni 1584, 1585, 1595 e 1598. Il Sebastianismo, la leggenda cui vuole che il giovane re ritorni in un giorno di nebbia si mantenne per lungo tempo e molta gente, addirittura fino alla fine dell'Ottocento credeva che poteva avverarsi.